# Iomeprol
Iomeprol là một phân tử iod được sử dụng làm chất cản quang.
Nó được bán dưới tên thương mại Imeron, với công thức được công bố: Hàm lượng iod Pharmaplan 250   mg, 300   mg, 350   mg và 400 mg / ml.
Nó được phân loại là môi trường tương phản tia X thẩm thấu, tan trong nước, thẩm thấu thấp. Các tác nhân không ion thẩm thấu thấp được dung nạp tốt hơn và ít gây ra tác dụng phụ hơn so với các tác nhân ion thẩm thấu cao.